# Orlando Süss
Orlando Süss (* 2. August 1991 in Wien) ist ein österreichischer Filmschauspieler.

## Leben
Orlando Süss wurde in Wien geboren, wuchs jedoch im niederösterreichischen Mödling heran. Hier maturierte er im Jahr 2010 am Bundesgymnasium und Bundesrealgymnasium Keimgasse. Danach ging er nach Wien, wo er von 2013 bis 2016 an der FHWien der WKW Journalismus und Medienmanagement studierte. Neben seiner schauspielerischen beruflichen Tätigkeit ist Süss weiterhin als Marketingassistent tätig.
Im Anschluss an sein Studium absolvierte Orlando Süss mehrere Workshops, darunter von 2017 bis 2018 an der New York Film Academy. Seine erste Filmrolle bekam Süss erst spät. 2013, im Alter von 22 Jahren, stand er in einer kleinen Rolle in Der Teufelsgeiger vor der Kamera. Es folgten überwiegend Kurzfilme. 2020 stand er im deutschen Spielfilm Die Getriebenen in einer Nebenrolle als amtierender österreichischer Außenminister Sebastian Kurz vor der Kamera.

## Filmografie
- 2017: Für dich dreh ich die Zeit zurück
- 2020: Die Getriebenen